# Yoram Moefana

a Compétitions nationales et continentales officielles uniquement.

b Matchs officiels uniquement.
Dernière mise à jour le 15 mars 2025.
Yoram Moefana, né le 18 juillet 2000 à Nouméa (Nouvelle-Calédonie), est un joueur international français de rugby à XV. Il joue au poste de centre ou d'ailier à l'Union Bordeaux Bègles depuis 2019.
Avec l'équipe de France, il remporte deux fois le Tournoi des Six Nations, en 2022 et 2025, en réalisant le Grand Chelem lors du premier. Il remporte la Champions Cup avec l'Union Bordeaux Bègles en 2025.

## Biographie

### Jeunesse et formation
Yoram Falatea Mulifenua Pio Moefana est né à Nouméa de l'union de son père Taofifenua Falatea et de sa mère dont le patronyme est Moefana. Son père est issu d'une fratrie futunienne de dix enfants, incluant Tiaki, Tapu, Sipili et Kito, qui sont de fait ses oncles. Sipili et Kito considèrent Yoram comme leur petit frère, que ce soit en raison de leur âge rapproché, ou du statut de premier petit-enfant de la famille. Ils découvrent ensemble la pratique du rugby à XV avec l'association Afili Rugby Futuna,.
Il arrive en métropole, à Limoges en 2013, à l'âge de treize ans en compagnie de son oncle, Tapu, car il voulait jouer au rugby au haut niveau. Après une année passée au club de Limoges, il rejoint Colomiers Rugby. Il intègre dans un premier temps l'équipe cadet puis intègre le centre de formation.
En 2022, il est étudiant en Bachelor de marketing.

### Débuts professionnels à Colomiers (2018-2019)
Yoram Moefana fait ses débuts en Pro D2 à Colomiers Rugby lors de la saison 2018-2019. Il joue son premier match professionnel à 18 ans  le 7 septembre 2018, lors de la quatrième journée de Pro D2, face à l'US Carcassonne.    
Pour sa première saison professionnelle, il joue six matchs de championnat, dont trois en tant que titulaire, sans inscrire de points.  
International des moins de 20 ans depuis le Tournoi 2019 et membre du groupe qui prend part à la coupe du monde junior 2019, il ne participe ni à cette édition remportée par la France ni à la suivante, annulée à cause la pandémie de Covid-19.

### Débuts avec l'UBB puis le XV de France (2019-2022)
Yoram Moefana est ensuite recruté à l'été 2019  par l'Union Bordeaux Bègles qui évolue en Top 14 ,. À son arrivée, il est annoncé comme un grand espoir. Pendant sa première année à l'UBB, en 2019-2020, il s'entraîne avec l'équipe professionnelle mais joue avec les espoirs.
Il intègre le groupe professionnel la saison suivante, en 2020-2021, après le départ de Seta Tamanivalu qui libère une place au poste de centre. Il fait ses débuts en Top 14 le 5 octobre 2020, entrant en jeu contre Lyon et marquant déjà son premier essai,,.
Après trois matchs et trois essais, dont deux titularisations au poste de centre et une entrée à l'aile, il est convoqué une première fois en équipe de France senior à l'occasion du match de Coupe d'automne des nations contre l'Italie. Il connaît sa première cape à cette occasion, le 28 novembre 2020, lorsqu'il entre en jeu à la place de Jean-Pascal Barraque. Une semaine plus tard, il dispute sa deuxième sélection et première titularisation, face aux Anglais à Twickenham en finale de la Coupe d'automne des nations. Les Anglais l'emportent 22 à 19 en prolongation.
Pour sa première saison jouée avec l'équipe sénior de l'UBB, en 2020-2021, il joue 18 matchs, toutes compétitions confondues, pour 11 titularisations et marque 7 essais, soit 35 points. Ses très bons débuts en Top 14 lui permettent de remporter l'Oscar espoir du Midi Olympique le 18 janvier 2022,.

### Joueur cadre en club et en sélection (depuis 2021)
Durant la saison 2021-2022, Yoram Moefana confirme les attentes placées en lui la saison précédente. Il devient un des cadres de l'Union Bordeaux Bègles. Il joue 21 matchs toutes compétitions confondues dont 19 en tant que titulaire, malgré la concurrence à son poste de Rémi Lamerat, Jean-Baptiste Dubié, Pablo Uberti, Ulupano Seuteni et Federico Mori.
En janvier 2022, il est appelé en équipe de France en vue du Tournoi des Six Nations 2022. Il figure comme remplaçant sur la feuille de match de la première confrontation contre l'Italie. Lors du troisième match de la compétition, face à l'Écosse, il inscrit son premier essai en équipe de France. Yoram Moefana joue quatre des cinq matchs du tournoi. Les Français remportent tous les matchs de la compétition, réalisant ainsi le Grand Chelem, le dixième de l'histoire du rugby tricolore, le premier depuis douze ans. Il s'agit du premier titre remporté en sélection nationale par Yoram Moefana.
À l'issue de cette saison, il est ensuite appelé pour jouer la tournée au Japon de 2022. Il est titulaire lors du premier match face au Japon et marque un essai. À la 46e minute de jeu, son oncle, Sipili Falatea entre en jeu. C'est la première fois qu'un oncle et son neveu jouent ensemble un match avec le maillot bleu. Ils ont joué plus de 30 minutes ensemble. Il est aussi titulaire pour le second match de la tournée et joue l'intégralité de la rencontre.

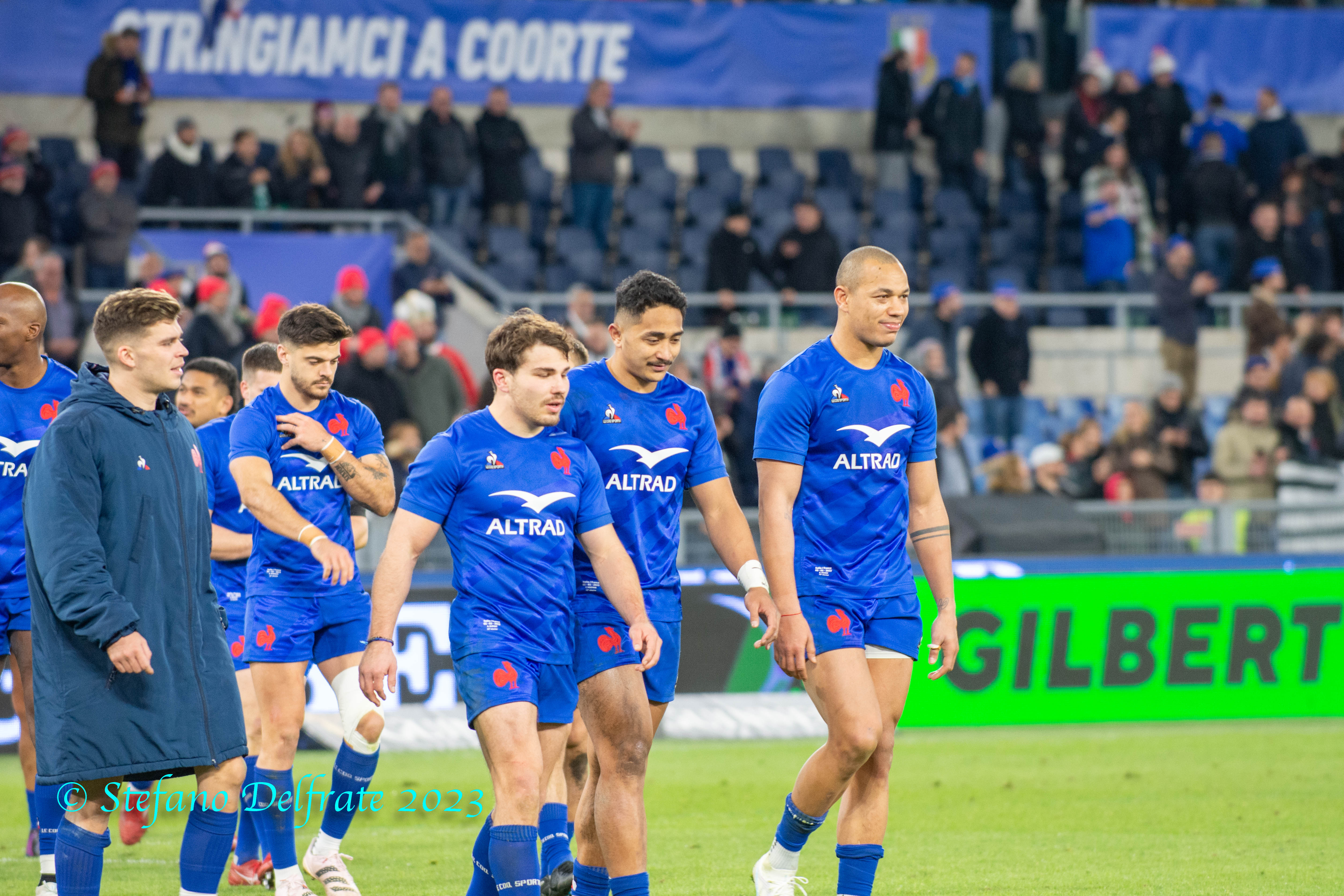
Yoram Moefana aux côtés d'Antoine Dupont et Gaël Fickou lors du Tournoi des Six Nations 2023.

Pour la saison 2022-2023, Yoram Moefana est l'un des titulaires indiscutables et l'un des cadres de son club. Il est convoqué par Fabien Galthié pour la tournée d'automne 2022, durant laquelle il joue les trois matchs des Bleus contre l'Australie, l'Afrique du Sud et le Japon. Quelques mois plus tard, en janvier 2023, il est de nouveau appelé en équipe de France pour participer au Tournoi des Six Nations 2023,. Il joue les cinq matchs de son pays dont trois en tant que titulaire et la France termine la compétition en deuxième position derrière l'Irlande qui réalise le Grand Chelem.
Sélectionné fin juin 2023 dans une liste de 42 joueurs pour préparer la Coupe du monde 2023, il fait partie de la liste officielle des 33 joueurs qui joueront la compétition.
Le 28 juin 2024, il est titulaire en finale du Top 14, organisée exceptionnellement au Stade Vélodrome de Marseille, face au Stade toulousain. Les Bordelais ne parviennent pas à inquiéter les toulousains et s'inclinent sur le large score de 59 à 3. Il est ensuite élu dans l'équipe type de la saison 2023-2024 de Top 14.
Lors du Tournoi des Six Nations 2025, Yoram Moefana est installé comme titulaire au centre aux côté de Pierre-Louis Barassi. Il joue tous les matchs et marque deux essais contre l'Écosse. La France remporte le Tournoi, qui est celui de la confirmation au niveau international pour Moefana, qualifié par certains observateurs de « joueur du tournoi ».
Le 24 mai 2025, il est titulaire en finale de la Champions Cup au Millennium Stadium de Cardiff face aux Northampton Saints. Les bordelo-bèglais s'imposent 28 à 20 face aux anglais et remportent ainsi le premier titre de l'histoire du club.

## Statistiques

### En club
| Saison          | Club                  | Championnat | Championnat | Championnat | Coupe d'Europe  | Coupe d'Europe | Coupe d'Europe |
| Saison          | Club                  | Compétition | Matchs      | Essais      | Compétition     | Matchs         | Essais         |
| --------------- | --------------------- | ----------- | ----------- | ----------- | --------------- | -------------- | -------------- |
| 2018-2019       | Colomiers             | Pro D2      | 6           | –           |                 |                |                |
| Total Colomiers | Total Colomiers       | Pro D2      | 6           | 0           |                 |                |                |
| 2019-2020       | Union Bordeaux Bègles | Top 14      | –           | –           | Coupe d'Europe  | –              | –              |
| 2020-2021       | Union Bordeaux Bègles | Top 14      | 13          | 7           | Coupe d'Europe  | 5              | –              |
| 2021-2022       | Union Bordeaux Bègles | Top 14      | 18          | 2           | Coupe d'Europe  | 3              | –              |
| 2022-2023       | Union Bordeaux Bègles | Top 14      | 13          | 1           | Champions Cup   | 2              | –              |
| Total UBB       | Total UBB             | Top 14      | 44          | 10          | Coupes d'Europe | 10             | 0              |
| Total           | Total                 | Top 14      | 50          | 10          | Coupes d'Europe | 10             | 0              |

### Internationales
Au 15 mars 2025, Yoram Moefana compte 36 sélections en équipe de France, dont 24 en tant que titulaire, pour six essais inscrits depuis sa première cape à Saint-Denis face à l'Italie, le 28 novembre 2020. Il a pris part à quatre éditions du Tournoi des Six Nations, en 2022, 2023, 2024 et 2025. Il dispute également une édition de la Coupe du monde en 2023.  
| Année | Compétition                 | Matchs | Points | Essais |
| ----- | --------------------------- | ------ | ------ | ------ |
| 2020  | Coupe d'automne des nations | 2      | 0      | 0      |
| 2022  | Six Nations                 | 4      | 5      | 1      |
| 2022  | Test matchs                 | 5      | 5      | 1      |
| 2023  | Six Nations                 | 5      | –      | –      |
| 2023  | Test matchs                 | 2      | –      | –      |
| 2023  | Coupe du monde              | 5      | 10     | 2      |
| 2024  | Six Nations                 | 5      | –      | –      |
| 2024  | Test matchs                 | 3      | –      | –      |
| 2025  | Six Nations                 | 5      | 10     | 2      |
| Total | Total                       | 36     | 30     | 6      |

| Numéro | Date            | Lieu                           | Adversaire | Compétition                | Résultat | Score |
| ------ | --------------- | ------------------------------ | ---------- | -------------------------- | -------- | ----- |
| 1      | 26 février 2022 | Murrayfield Stadium, Édimbourg | Écosse     | Six Nations 2022           | Victoire | 17-36 |
| 2      | 2 juillet 2022  | Stade Toyota, Toyota           | Japon      | Test match                 | Victoire | 23-42 |
| 3      | 6 octobre 2023  | Parc Olympique lyonnais, Lyon  | Italie     | Coupe du monde 2023        | Victoire | 60-7  |
| 4      | 6 octobre 2023  | Parc Olympique lyonnais, Lyon  | Italie     | Coupe du monde 2023        | Victoire | 60-7  |
| 6      | 15 mars 2024    | Stade de France, Saint-Denis   | Écosse     | Tournoi des 6 Nations 2025 | Victoire | 35-16 |
| 7      | 15 mars 2024    | Stade de France, Saint-Denis   | Écosse     | Tournoi des 6 Nations 2025 | Victoire | 35-16 |

| Adversaire       | Matchs joués | Victoires | Défaites | Nuls | Essais | Points | % de victoires |
| ---------------- | ------------ | --------- | -------- | ---- | ------ | ------ | -------------- |
| Afrique du Sud   | 2            | 1         | 1        | 0    | 0      | 0      | 50             |
| Angleterre       | 4            | 2         | 2        | 0    | 0      | 0      | 50             |
| Argentine        | 1            | 1         | 0        | 0    | 0      | 0      | 100            |
| Australie        | 1            | 1         | 0        | 0    | 0      | 0      | 100            |
| Écosse           | 5            | 4         | 1        | 0    | 3      | 15     | 80             |
| Fidji            | 1            | 1         | 0        | 0    | 0      | 0      | 100            |
| Pays de Galles   | 4            | 4         | 0        | 0    | 0      | 0      | 100            |
| Irlande          | 4            | 2         | 2        | 0    | 0      | 0      | 50             |
| Italie           | 6            | 5         | 0        | 1    | 2      | 10     | 83.33          |
| Japon            | 4            | 4         | 0        | 0    | 1      | 5      | 100            |
| Namibie          | 1            | 1         | 0        | 0    | 0      | 0      | 100            |
| Nouvelle-Zélande | 2            | 2         | 0        | 0    | 0      | 0      | 100            |
| Uruguay          | 1            | 1         | 0        | 0    | 0      | 0      | 100            |
| Total            | 36           | 29        | 6        | 1    | 6      | 30     | 80.56          |

## Palmarès

### En club
- Finaliste du Championnat de France en 2024 et 2025 avec l'Union Bordeaux Bègles.
- Vainqueur de la Champions Cup en 2025 avec l'Union Bordeaux Bègles.

### En équipe nationale

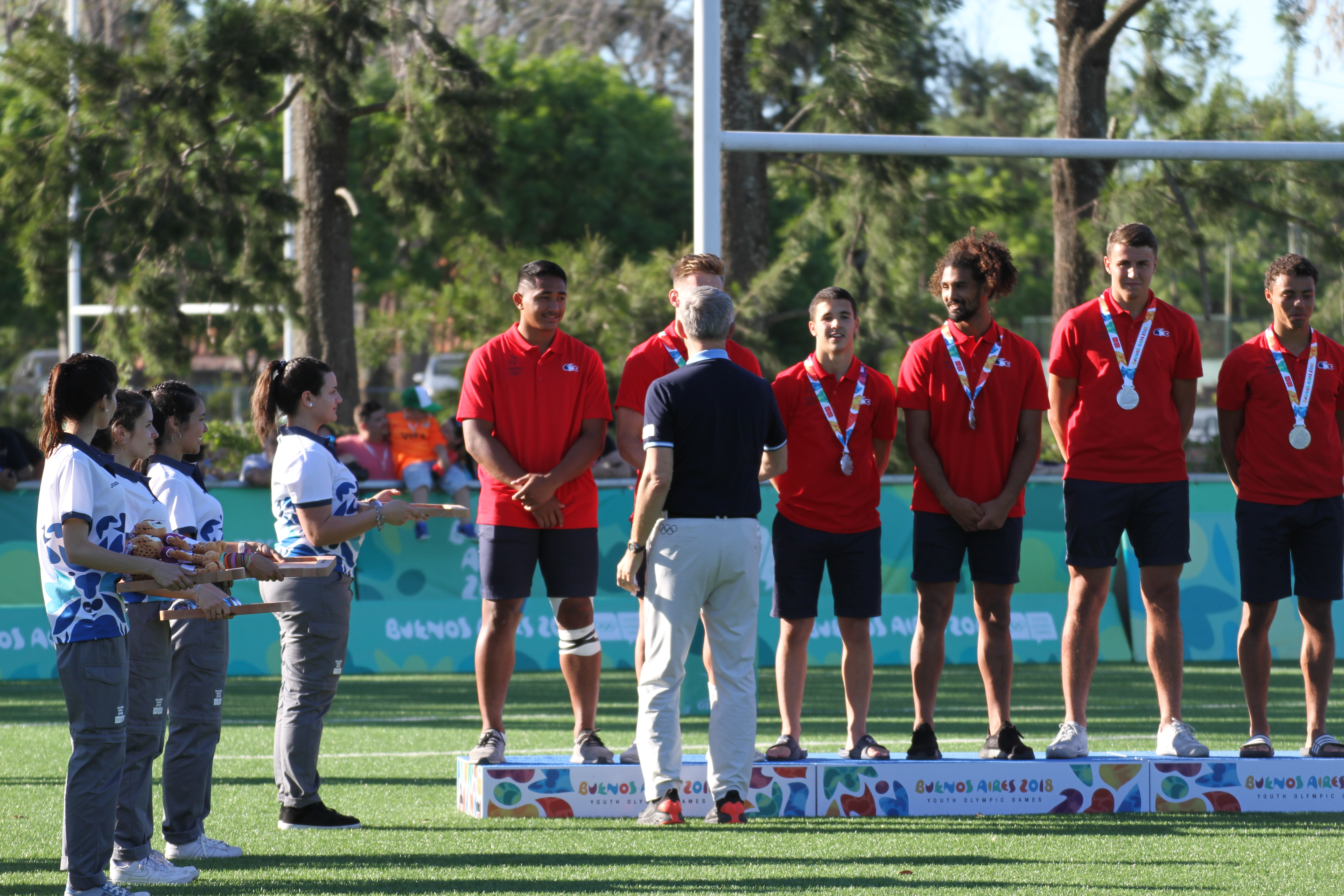
Yoram Moefana, à gauche, lors de la remise des médailles aux JO de la jeunesse 2018.

- Vice-champion olympique de la jeunesse en 2018 avec l'équipe de France des moins de 18 ans de rugby à sept.
- Vainqueur du Tournoi des Six Nations en 2022 (Grand Chelem) et 2025 avec l'équipe de France de rugby à XV.

#### Tournoi des Six Nations
| Édition          | Rang | Résultats France | Résultats Moefana | Matchs Moefana |
| ---------------- | ---- | ---------------- | ----------------- | -------------- |
| Six Nations 2022 | 1    | 5 v, 0 n, 0 d    | 4 v, 0 n, 0 d     | 4/5            |
| Six Nations 2023 | 2    | 4 v, 0 n, 1 d    | 4 v, 0 n, 1 d     | 5/5            |
| Six Nations 2024 | 2    | 3 v, 1 n, 1 d    | 3 v, 1 n, 1 d     | 5/5            |
| Six Nations 2025 | 1    | 4 v, 0 n, 1 d    | 4 v, 0 n, 1 d     | 5/5            |

Légende : v = victoire ; n = match nul ; d = défaite ; la ligne est en gras quand il y a Grand Chelem.

#### Coupe du monde
| Édition     | Rang                | Résultats France | Résultats Moefana | Matchs Moefana |
| ----------- | ------------------- | ---------------- | ----------------- | -------------- |
| France 2023 | Quarts-de-finaliste | 4 v, 0 n, 1 d    | 4 v, 0 n, 1 d     | 5/5            |

### Distinctions personnelles
- Oscars du Midi olympique : Oscar espoir en 2021[29]
- Membre de l'équipe type du Championnat de France en 2024